# Niptera trichophoricola
Niptera trichophoricola är en svampart som först beskrevs av Graddon, och fick sitt nu gällande namn av Spooner & Nauta 2000. Niptera trichophoricola ingår i släktet Niptera, ordningen disksvampar, klassen Leotiomycetes, divisionen sporsäcksvampar och riket svampar.   Inga underarter finns listade i Catalogue of Life.